# Центральная усадьба совхоза «Выдвиженец»
Центра́льная уса́дьба совхо́за «Выдвиже́нец» — посёлок в Ртищевском районе Саратовской области России. Входит в состав Урусовского муниципального образования.

## География
Посёлок находится у западной окраины города Ртищево, административного центра района. 

### Часовой пояс
Посёлок Центральная усадьба совхоза «Выдвиженец», как и вся Саратовская область, находится в часовой зоне МСК+1. Смещение применяемого времени относительно UTC составляет +4:00.

## История
Основан в 1931 году. Строительство посёлка было связано с организацией первого в СССР свиносовхоза, который несколько позже переквалифицировали в опытно-показательный совхоз-ВУЗ. В середине 1950-х годов совхоз «Выдвиженец» являлся одним из крупнейших животноводческих хозяйств в Ртищевском районе.

## Население
| 2002 | 2010 |
| ---- | ---- |
| 492  | ↗515 |

### Национальный состав
Согласно результатам переписи 2002 года, в национальной структуре населения русские составляли 99 % из 492 чел.